# Обезюк Микола Наумович
Мико́ла Нау́мович Обезю́к (3 травня 1938, село Білижинці, Ізяславського району Хмельницької області) — український скульптор. Заслужений художник УРСР (1991).
1963 року закінчив Львівський інститут прикладного та декоративного мистецтва.

## Твори
- «Байда» (1966).
- «Еней» (1966).
- «Козак» (1968).

Світлина погруддя Олени Пчілки у Луцьку з обкладинки журналу «Наука і суспільство»

- «Портрет Давида Гурамішвілі» (1969),
- «Поет Терень Масенко» (1973).
- «Юність» (1978).
- погруддя:
  - Михайла Павлика в Косові Івано-Фр. обл. (1974),
  - Івана Нечуя-Левицького в Богуславі Київ. обл. (2009),
  - Івана Пулюя у Тернополі (2010),
  - Олени Пчілки у Луцьку (2011).[1]
- пам'ятники:
  - Лесі Українці в Луцьку (1977) — у співавторстві з Андрієм Німенком;
  - Лесі Українці в Новограді-Волинському (1988);
  - Тарасові Шевченку в Гусятині Тернопільської області (1993);
  - фізику Іванові Пулюю в Гримайлові Тернопільської області (1994);
  - композиторові Денису Січинському в селі Клювинці Тернопільської області (1995–1996).
  - скульптурна частина архітектурного комплексу Національного музею Голодомору-геноциду (зокрема, скульптури «Гірка пам'ять дитинства», «Янголи скорботи», обидві – 2008; усі – у співавторстві з Дроздовським Петром Михайловичем)[2]
  - Борису Грінченку на вулиці Бульварно-Кудрявській в Києві (2011).
  - мікробіологу Сергію Виноградському у м. Городок Хмельницької області (2012);
- Композиція «Той, що в скелі сидить» у дендропарку «Олександрія» міста Біла Церква (1990).